# Triplophysa aquaecaeruleae
Triplophysa aquaecaeruleae är en fiskart som beskrevs av Prokofiev 2001. Triplophysa aquaecaeruleae ingår i släktet Triplophysa och familjen grönlingsfiskar. Inga underarter finns listade i Catalogue of Life.